# Martin A. Völker

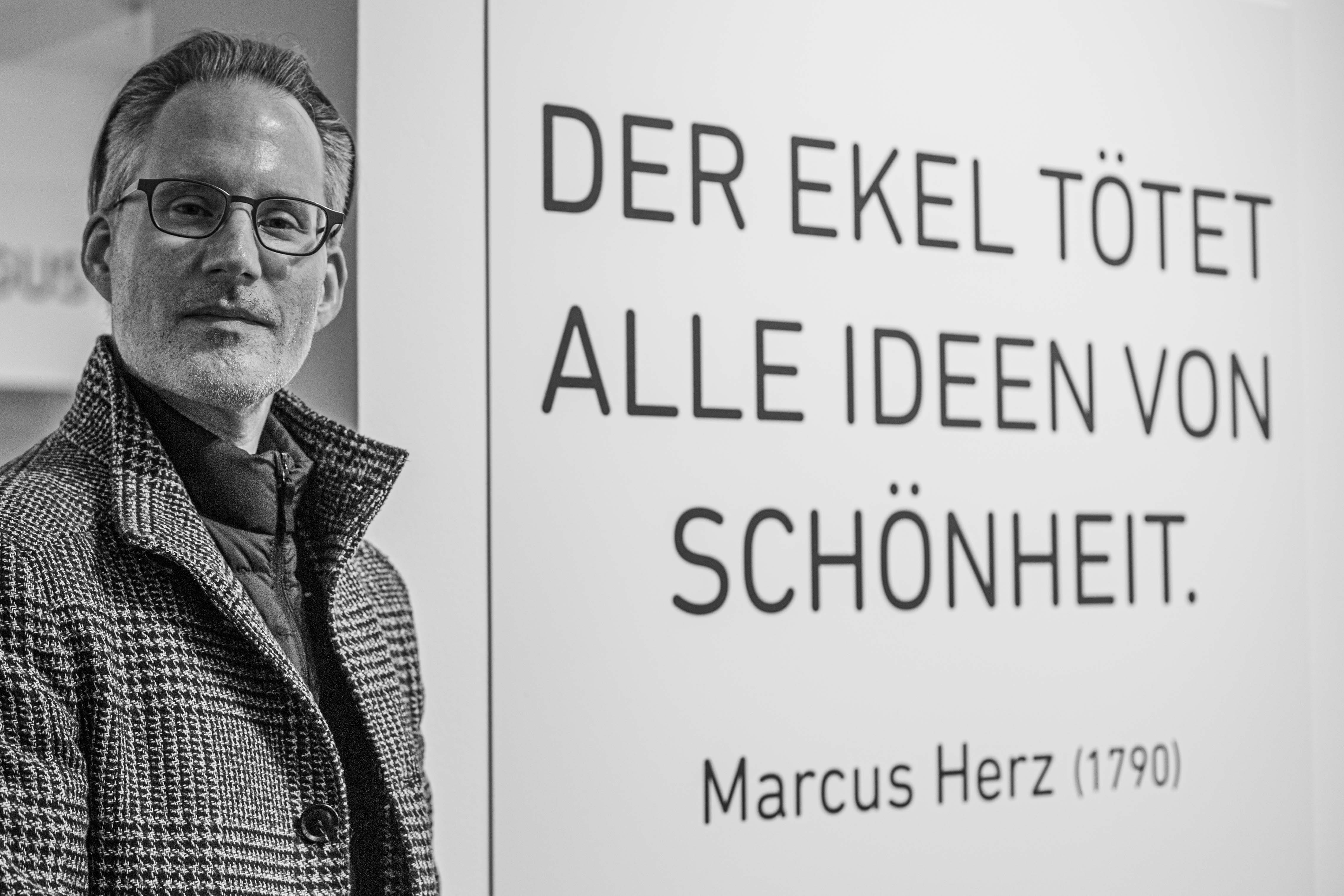
Martin A. Völker im Disgusting Food Museum Berlin (2022)

Martin André Völker (* 1972 in Berlin) ist ein deutscher Autor, Kulturwissenschaftler und Ästhetiker sowie Gründungsdirektor des Disgusting Food Museum Berlin.

## Leben
Nach dem Abitur an der Gabriele-von-Bülow-Oberschule in Berlin-Tegel studierte Martin A. Völker Kulturwissenschaft mit dem Schwerpunkt Ästhetik, Kulturelle Arbeit/Kulturpolitik und Europäische Ethnologie an der Berliner Humboldt-Universität. Im Jahr 2004 wurde er mit einer Arbeit zur Geschichte des ästhetischen Denkens zwischen Aufklärung und Romantik promoviert. Nach langjähriger Lehrtätigkeit als Assistent am Seminar für Ästhetik der Humboldt-Universität arbeitet er heute als freier Wissenschaftsberater, als Dozent und Assistent der Hochschulleitung der Lessing-Hochschule zu Berlin. 2016/17 war er Gastprofessor für Germanistik am Lehrstuhl für Vergleichende Literaturwissenschaft an der Universität Stettin. Völker ist Publizist und Herausgeber sowie Autor von Lyrik und Prosatexten.
Völker ist u. a. Mitglied im PEN-Zentrum Deutschland, im Internationalen PEN-Club sowie in der europäischen Autorenvereinigung Die Kogge.

## Werk
Als Autor wie als Herausgeber bearbeitet Völker die Literatur des 18., 19. und 20. Jahrhunderts jenseits des Kanons. Dafür erforscht er literarische Sedimente und Netzwerke in Form familiärer Strukturen und regionaler Überlieferungen. In seiner 2006 in Buchform vorgelegten Dissertation Raumphantasien, narrative Ganzheit und Identität. Eine Rekonstruktion des Ästhetischen aus dem Werk und Wirken der Freiherren von Dalberg widmet er sich den Brüdern Karl Theodor von Dalberg (Carl von Dalberg), Wolfgang Heribert von Dalberg und Johann Friedrich Hugo von Dalberg; sein Interesse gilt Autoren, die z. T. eng mit den anerkannten Persönlichkeiten ihrer Zeit verbunden waren, aber von der Forschung vergessen oder ausgeblendet worden sind. Das trifft auf viele schreibende Frauen zu, z. B. auf die von Völker neu edierte Novalis-Freundin Louise Brachmann, aber etwa auch auf den mit Else Lasker-Schüler und Peter Hille befreundeten Peter Baum, dessen Novellen Im alten Schloß (1908) Völker 2015 neu vorgelegt hat.
Regionale Literatur- und Kulturforschung betreibt Martin A. Völker zudem mit seinen Werkherausgaben und Beiträgen u. a. zu Gutti Alsen (Königsberg/Ostpreußen), Joachim Böldicke (Berlin), Marco Brociner (Rumänien und Österreich), Max Dreyer (Rügen/Mecklenburg-Vorpommern), Hans Hyan (Berlin), Axel Lübbe (Ostpreußen), Clara Nast (Preußisch-Litauen), Woldemar Nürnberger (Neumark), Wilhelm Raabe (Berlin), Arthur Silbergleit (Gleiwitz/Oberschlesien) und zu Georg Wilhelm Wegner (Brandenburg), der unter dem Pseudonym Tharsander schrieb. Rezensionen sind erschienen zu seinen Bänden In den Finsternissen (2012) und Krähendämmerung (2014) zum Werk und Wirken der Katarina Botsky (Königsberg).
Für den Berliner Anthea Verlag hat Völker die Reihe Europa 2go entwickelt, deren Einzelbände er mit Nachworten herausgibt. Die Reihe beschäftigt sich mit dem unbeachteten und verschollenen literarischen Kulturerbe Europas und orientiert sich an den Länderschwerpunkten der Buchmessen in Leipzig und Frankfurt. Die Reihe ist als offizieller Beitrag zu dem von der Europäischen Kommission ausgerufenen Europäischen Kulturerbejahr 2018 anerkannt. 2018 erschienen Bände zu Mihai Eminescu, Carmen Sylva und Rumänien (Adelheid Bandau). Im Jahr 2019 erschienen Völkers Bände zu Else Feldmann, Max Hayek, Alexander L. Kielland, Paul Leppin, Friedrich Schlögl (die Schlögl-Texte verstehen sich als ethnologische wie sprachkundliche Beschäftigung mit der Stadt Wien) und Woldemar von Uxkull. Im Jahr 2020 erschien ein Band mit Texten des kroatischen Schriftstellers Ksaver Šandor Gjalsk.
Seit März 2015 verfasst Völker die satirische Kolumne Fern vom Herrn mit Jesus Hasemann für die Brandenburger Monatszeitung Der Uhu. Ein Teil, in dem Hasemann die Stadt Dresden unter dem Einfluss von Pegida schildert, erschien 2016 in der Oktober-Ausgabe des Satiremagazins Eulenspiegel. Mit dichterischen Texten wird Martin A. Völker in der Literaturzeitschrift Poesiealbum neu (Heft 01/2017, 02/2017, 01/2018, 01/2019) berücksichtigt. Sein Märchen vom dreimal betrogenen Teufel war ein Beitrag für die „Gifhorner Märchentage 2018“ und ist dort veröffentlicht worden. Völkers Gedicht Notre-Dame, erschienen in der Mai-Ausgabe der Literaturzeitschrift eXperimenta (S. 77), beschäftigt sich mit dem Brand der Kathedrale Notre-Dame de Paris am 15. und 16. April 2019.

## Edition
- Otto Riedel: Der Bildschnitzer von Zwickau. Roman über den spätgotischen Künstler Peter Breuer [1944], hrsg., kommentiert und mit einem Nachwort versehen von Tobias J. Knoblich und Martin A. Völker, Chemnitz: Chemnitzer Verlag, 2002, ISBN 978-3-928678-81-0. Darin: Vorwort. S. 7 f.; Nachwort. S. 230–246. (zusammen mit Tobias J. Knoblich)
- Georg Wilhelm Wegner: Das verwirrete und wieder beruhigte Reich der Todten. Eine Lucianische Satyre, ohne Vorrede [1746], mit Erläuterungen und Materialien hrsg. von Martin A. Völker [= Schriftenreihe: Fundstücke, Bd. 8], Hannover-Laatzen: Wehrhahn Verlag, 2004, ISBN 978-3-86525-008-7. Darin: Das Ungeheuer des Krieges: Der Aufklärer Georg Wilhelm Wegner und die kulturelle Misere seiner Zeit. S. 103–119.
- Georg Wilhelm Wegner: Philosophische Abhandlung von Gespenstern [1747], mit Erläuterungen und Materialien hrsg. von Martin A. Völker [= Schriftenreihe: Fundstücke, Bd. 11], Hannover-Laatzen: Wehrhahn Verlag, 2006, ISBN 978-3-86525-022-3. Darin: Über Gespenster und ihren unbefugten Aufenthalt in einer aufgeklärten Welt. S. 107–140.
- »Gebunden sind die Flügel der Gedanken« – Louise Brachmann (1777–1822) [Anthologie], zusammengestellt und mit einer Einleitung und Anmerkungen hrsg. von Martin A. Völker [als Supplement to An Encyclopedia of German Women Writers, hrsg. von Brian Keith-Smith], Lewiston, Queenston, Lampeter: The Edwin Mellen Press, 2006, ISBN 978-0-7734-5533-7. Darin: Einleitung. S. XI–XXXV.
- Joachim Böldicke: Versuch, die wahre Absicht des Nic. Machiavels zu entdecken [1750], mit Erläuterungen und Materialien hrsg. von Martin A. Völker, Illustrationen von Franz Peters [= Schriftenreihe: Fundstücke, Bd. 18], Hannover-Laatzen: Wehrhahn Verlag, 2008, ISBN 978-3-86525-071-1. Darin: Hermeneutik und Macht. Joachim Böldicke und die Funktion aufklärerischer Gelehrsamkeit. S. 105–132.
- Carl von Dalberg: Betrachtungen über das Universum [1777], mit Erläuterungen und Materialien. Hrsg. von Hans-Bernd Spies und Martin A. Völker, Illustrationen von Franz Peters [= Schriftenreihe: Fundstücke, Bd. 25], Hannover-Laatzen: Wehrhahn Verlag, 2011, ISBN 978-3-86525-170-1. Darin: Carl von Dalberg (1744–1817): Lebenswege und Gedankengänge. S. 157–191 (S. 174 ff.).
- Axel Lübbe: Hugo von Brandenburg. Novelle [1927], mit einem Nachwort hrsg. von Martin A. Völker, Berlin: hochroth Verlag, 2012, ISBN 978-3-902871-03-9. Darin: Menschen, von Träumen bestürmt und von Dämonen geführt – Nachwort. S. 32–40.
- Katarina Botsky: In den Finsternissen. Novellen [1912–1935], ausgewählt und mit einem Nachwort hrsg. von Martin A. Völker, Coesfeld: Elsinor Verlag, 2012, ISBN 978-3-942788-07-6. Darin: Nachwort: Angst, Entsetzen, Leichenschimmer – Schreiben im Gedenken an den toten Gott. S. 90–105.
- Gutti Alsen: Einsamkeitswandern. Novellen [1922/1931], hrsg. von Martin A. Völker, Leipzig: hochroth Verlag, 2013, ISBN 978-3-902871-17-6. Darin: Poesie, aus Not und Tod geboren – Ein Nachwort. S. 23–25.
- Max Dreyer: Hunger. Skizze [1894], (inkl.: Aus der Frühzeit des deutschen Naturalismus. Jugenderinnerungen von Max Dreyer [1946]), hrsg. von Martin A. Völker, Illustrationen von Franz Peters, Potsdam: Udo Degener Verlag, 2013, ISBN 978-3-95497-062-9. Darin: Nachwort: Der entlaufene Naturalist: Max Dreyer (1862–1946). S. 38–47.
- Katarina Botsky: Krähendämmerung. Novellen [1913–1936], ausgewählt und mit einem Nachwort hrsg. von Martin A. Völker, Geleitwort von Hartmut Geerken, Coesfeld: Elsinor Verlag, 2014, ISBN 978-3-942788-18-2. Darin: Nachwort: Den Erlkönig sehen – Katarina Botsky und ihre Ästhetisierung der Angst. S. 126–150.
- Peter Baum: Im alten Schloß. Novellen [1908], mit einem Essay hrsg. von Martin A. Völker, Coesfeld: Elsinor Verlag, 2015, ISBN 978-3-942788-25-0. Darin: Atome, Mehlstaub, Wolkenwölfe: Modernität und Krisis bei Peter Baum (1869–1916). S. 79–110.
- Gerhard von Amyntor [d. i. Dagobert von Gerhardt]: Eine moderne Abendgesellschaft. Plauderei über Antisemitismus [1881], mit einem Essay hrsg. von Martin A. Völker, Coesfeld: Elsinor Verlag, 2016, ISBN 978-3-942788-33-5. Darin: Richtig leben im Falschen: Über die Autorschaft des Gerhard von Amyntor (1831–1910), S. 59–98.
- Clara Nast: Deiner Nähe so fern. Litauische Grenzerfahrungen [1901/03], mit einem Essay hrsg. von Martin A. Völker, Berlin: Anthea Verlag, 2017, ISBN 978-3-943583-54-0. Darin: Literatur der Grenze und Grenze der Literatur – Über die ostpreußische Schriftstellerin Clara Nast (1866–1925), S. 163–190.
- Gotthold Ephraim Lessing: Emilia Galotti. Ein Trauerspiel in fünf Aufzügen [1772], mit einem Essay hrsg. von Martin A. Völker, Illustrationen von Franz Peters [=edition Lessinghaus, hrsg. von Martin A. Völker, Bd. 1], Berlin: Anthea Verlag, 2017, ISBN 978-3-943583-68-7. Darin: Ästhetik der Erschütterung. S. 123–134.
- Theodor Fontane: Von der schönen Rosamunde und andere Dichtungen [=edition #tf19], mit einem Essay hrsg. von Martin A. Völker, Berlin: Anthea Verlag, 2019, ISBN 978-3-89998-275-6.
- Theodor Fontane: Tod am Schipkapass. Literarische Sedimente, Vorwort von Kurt Tucholsky [=edition #tf19], mit einem Essay hrsg. von Martin A. Völker, Berlin: Anthea Verlag, 2019, ISBN 978-3-89998-277-0.
- Das Seuchenbüchlein – Lyrik und Prosa des Ausnahmezustands, verschiedene Autoren, mit einem Essay hrsg. von Martin A. Völker, Berlin: Anthea Verlag, 2020, ISBN 978-3-89998-351-7.
- Hans Hyan: Jesellschaftsspiele. Berliner Erlebnisse, mit einem Essay hrsg. von Martin A. Völker, Berlin: Anthea Verlag, Juli 2021, ISBN 978-3-89998-293-0. Darin: Wo fehlende Menschlichkeit das Unmenschliche hervorbringt: Hans Hyan als Zille der Literatur. S. 181–191.
- Juliane Karwath: Die Abenteuer des Müllers Crispin. Mit einem Essay herausgegeben von Martin A. Völker, Coesfeld: Elsinor Verlag, 2022, ISBN 978-3-942788-58-8. Darin: Über das Als-Ob in der Literatur. S. 140–160.

## Monografie
- Raumphantasien, narrative Ganzheit und Identität. Eine Rekonstruktion des Ästhetischen aus dem Werk und Wirken der Freiherren von Dalberg [= Schriftenreihe: Aufklärung und Moderne, hrsg. von Günther Lottes und Brunhilde Wehinger (Forschungszentrum Europäische Aufklärung e. V. Potsdam), Bd. 5], Hannover-Laatzen: Wehrhahn Verlag, 2006 [= Dissertation], ISBN 978-3-86525-205-0.

## Literarische Werke
- Prosa-Beiträge für LIBUS. Magazin für Literatur und zeitgenössische Kunst, Berlin. Ausgaben: 3/1999, 4/1999, 4/2002.
- Fundsache [Kurzgeschichte], in: Erzähl mir was. Die schönsten Geschichten aus dem Wettbewerb im Tagesspiegel 2003, mit einem Vorwort von Giovanni di Lorenzo hrsg. von Tagesspiegel und dem Katrin Rohnstock Medienbüro, Berlin: Katrin Rohnstock Medienbüro, 2003. S. 96–99.
- Es wird einmal [Kurzgeschichte], in: Märchenhaus. Geschichten für den Kaminabend, Weihnachtsanthologie des Traumstunden Verlages, Sonderedition der Gewinner des Schreibwettbewerbs 2011, hrsg. von Britta Wisniewski und Andrea el Gato, Essen: Traumstunden Verlag, 2011. S. 77–84.
- Jubeltag oder Das Ende der La Deutsche Rita [Kurzgeschichte], in: Matrix. Zeitschrift für Literatur und Kunst. Hrsg. von Traian Pop, 32. Ausgabe, Pop Verlag, Ludwigsburg 2013, S. 111–114.
- advent [Gedicht], in: Angekommen. Wege, Umwege, Abwege. Anthologie des Freien Deutschen Autorenverbandes Berlin, Borsdorf: edition winterwork, 2013. S. 157 f.
- Histo-Magier [Prosa], in: Ronald R. Klein; Stefan van Zwoll (Hrsg.): Schimmel über Berlin. Literatur, Gespräche, Visual Arts, Meine: Verlag Andreas Reiffer, 2014. S. 129.
- Das Dach der Welt [Teil 1; Prosa], in: eXperimenta. Online- und Radio-Magazin für Literatur und Kunst, hrsg. Mario Andreotti und Rüdiger Heins, Ausgabe: Januar 2015, Bingen, Bad Kreuznach: INKAS. Institut für kreatives Schreiben im Netzwerk für alternative Medien- und Kulturarbeit e.V. S. 31–34.
- Das Dach der Welt [Teil 2; Prosa], in: eXperimenta. Online- und Radio-Magazin für Literatur und Kunst, hrsg. Mario Andreotti und Rüdiger Heins, Ausgabe: Februar 2015, Bingen, Bad Kreuznach: INKAS. Institut für kreatives Schreiben im Netzwerk für alternative Medien- und Kulturarbeit e.V. S. 18–21.
- Trost Hawaii. Dichtung und Klarheit. Eine Auswahl aus dem Schaffen von Martin A. Völker [Lyrik und Prosa], mit Holzschnitten von Horst W. König, [=Mitlesebuch, Nr. 130], Berlin: Aphaia Verlag, 2015.
- Tänzer auf dem Seil. Zum 85. Geburtstag von Ulrich Grasnick, hg. v. Steffen Marciniak, Verlag der 9 Reiche, Berlin, 2023, ISBN 978-3-948999-94-0.
- Windgeborene. Gedichte. (mit Linolschnitten von Steffen Büchner) (= Lyrik-Edition NEUN. Band 13). Verlag der 9 Reiche, Berlin 2023, ISBN 978-3-948999-13-1.

## Trivia
Für den Berliner Anthea Verlag und die Anthea Verlagsgruppe kuratiert und moderiert Völker Veranstaltungen im Lessinghaus im Nikolaiviertel. Er ist zudem Herausgeber der Werke Gotthold Ephraim Lessings in einer für das Lessinghaus konzipierten Buchreihe, der „edition Lessinghaus“. 2017 erschien Emilia Galotti, 2018 Minna von Barnhelm. Völker betreut zudem u. a. die Autorinnen Iris Galey und Carmen-Francesca Banciu („Lebt wohl, Ihr Genossen und Geliebten!“, 2018) als Lektor. Zusammen mit York Freitag, Michael Manzek und anderen ist Völker Mitglied in der Jury des Ulrich-Grasnick-Lyrikpreises.